# Raffaele Faccioli (architetto)
Raffaele Faccioli (Bologna, 25 novembre 1836 – Bologna, 19 dicembre 1914) è stato un ingegnere e architetto italiano, figura artistica di rilievo nel restauro e nella progettazione di edifici tra Otto e Novecento nella città emiliana.

## Biografia
Raffaele Faccioli frequenta l'Accademia di Belle Arti di Bologna, aggiudicandosi vari premi negli anni Sessanta dell'Ottocento.
Collabora a Roma con l'architetto Antonio Cipolla. Nel cimitero monumentale della Certosa di Bologna realizza vari monumenti funebri, tra cui quello della famiglia De Piccoli, con un sarcofago in stile romanico, e il sepolcro Golinelli.
A Bologna, si occupa con Alfonso Rubbiani della "rinascita medievale", realizzando il restauro della basilica patriarcale di San Domenico e del complesso monumentale di Santo Stefano detto delle sette chiese, e fa parte della commissione per lo studio del Piano regolatore di Bologna insieme a Gualtiero Sacchetti e Edoardo Tubertini.
Ex garibaldino, è eletto consigliere comunale dal 1868 al 1870 e assessore dal 1865 al 1878.
Nel 1885 è eletto Delegato Regionale per i Monumenti nazionali e nel 1891 diventerà direttore del nuovo Ufficio tecnico regionale per la Conservazione dei monumenti.
Nel 1886 conclude i lavori di recupero e di restauro in Palazzo Ducale (Urbino), affiancato dallo scultore perugino Giuseppe Frenguelli.
]È sepolto nel Chiostro I o d'Ingresso della Certosa di Bologna.